# Västerbottniska bergslagen

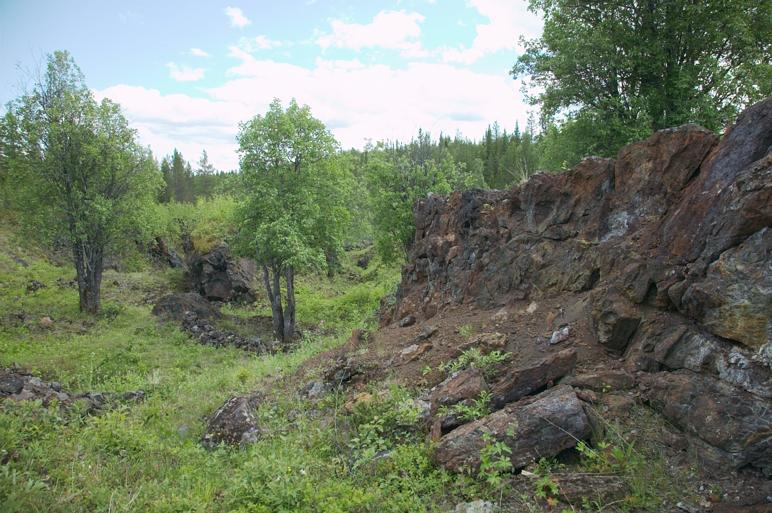
Gruvhål i Masugnsbyn, där järnmalm togs för förädling i Kengis bruk.

Västerbottniska bergslagen, även Västerbottniska bergslagssocieteten, var ett bergslag och bolag som bildades 1699 för att utvinna och vidareförädla mineralfyndigheter inom nuvarande Norrbottens län. Andelarna ägdes nästan uteslutande av societetspersoner från södra Sverige. Framför allt ägnade sig bergslagen åt att driva Kengisverken. Verksamheten hade dock bristande lönsamhet och delägarna drog sig efterhand ur. År 1737 trädde Abraham Steinholtz in som delägare och från och med den 1 januari 1746 var han ensam ägare till Västerbottens bergslag.

## Bakgrund och bildande
Bakgrunden till bildandet av Västerbottniska bergslagen var de stora svårigheter som mötte dem som under 1600-talet försökte bryta malm och vidareförädla den i övre Norrland. Förslaget att bilda ett bolag lades fram av bergmästare Sven Fagg 1686 och förverkligades den 11 januari 1699 genom att bergskollegium beviljade bergslagen bergsprivilegium. Bolaget bestod av 300 andelar som huvudsakligen tecknades av högt uppsatta intressenter bosatta i södra Sverige – kungliga råd, ämbetsmän, brukspatroner och affärsmän. Borgarna i Torneå tillfrågades om att delta, men de ansåg sig vara för fattiga. De första direktörerna i bergslagen var Hans Rålamb, Svante Odelstierna och blivande bergsrådet Anders Strömner.

## Privilegier
De privilegier som beviljades av bergskollegium innebar att bergslagen fick överta silverbruken vid Alkavare och Kedkevare (Luleå silververk), kopparbruket i Svappavaara, Junosuando masugn samt järnhamrarna i Kengis. De fick också förhandsrätt till eventuella nya malmfyndigheter. För att klara transporterna och försörjningen fick intressenterna rätt till kronans räntor från Lokteå och Semisjärvi lappbyar i Pite lappmark, från hela Lule lappmark samt från Tingevara och Siggevara lappbyar i Torne lappmark. Dessa intäkter kunde utbytas mot "körslor och förslor" genom förhandlingar med samerna, som dock inte fick tvingas att ställa upp. Vidare fick bergslagen förfoga över tiondespannmålen från Piteå, Luleå, Råneå, Övertorneå och Nedertorneå socknar. Även med bönderna fick man förhandla om körslor. För att säkerställa behovet av arbetskraft fick man rätt att tvångsrekrytera båtsmän från Öster- och Västerbotten. Vidare fick bergslagen rätt att slå egna koppar- och silvermynt.

## Steinholtz tar över
Det nybildade bolaget kunde dock inte lösa problemen med bergshanteringen i övre Norrland. Koppargruvorna i Svappavaara övergavs snart och silverbrytningen vid Luleå silververk nedlades 1702. Därefter koncentrerade man sig på järnhanteringen vid Junosuando gruvor och Kengis bruk, men utan att lyckas vända utvecklingen. Båtsmännen var ovilliga att ägna sig åt bruksarbete och det var svårt att rekvirera annan arbetskraft. Arbetsförhållandena var dåliga och livsmedelsförsörjningen ofta problematisk. Under början av 1700-talet deltog Sverige i stora nordiska kriget och ryssarna förstörde såväl masugnen som bruket. Efter 1717 låg bruket öde och alltfler av bergslagens delägare drog sig ur. De kvarvarande försökte dock upprätthålla verksamheten, och från och med 1720 var bruket igång igen. Problemen förblev dock stora med både arbetskraften och livsmedelsförsörjningen.
När konstmästaren Abraham Steinholtz 1737 erbjöd sig att bli direktör för bergslagen var styrelsen till en början skeptisk men gick senare under samma år med på förslaget. Steinholtz hade fått tio andelar i gåva av greve Olof Törnflycht och hade således personliga intressen i företaget. Han ämnade också vara verksam på plats. Dock drog Steinholtz inte jämnt med bergslagens ledning, varför han efter hand förvärvade övriga andelar. Från och med den 1 januari 1746 var Abraham Steinholtz ensam ägare till Västerbottens bergslag och drev själv Kengisverken vidare.